# Skały Malesowe

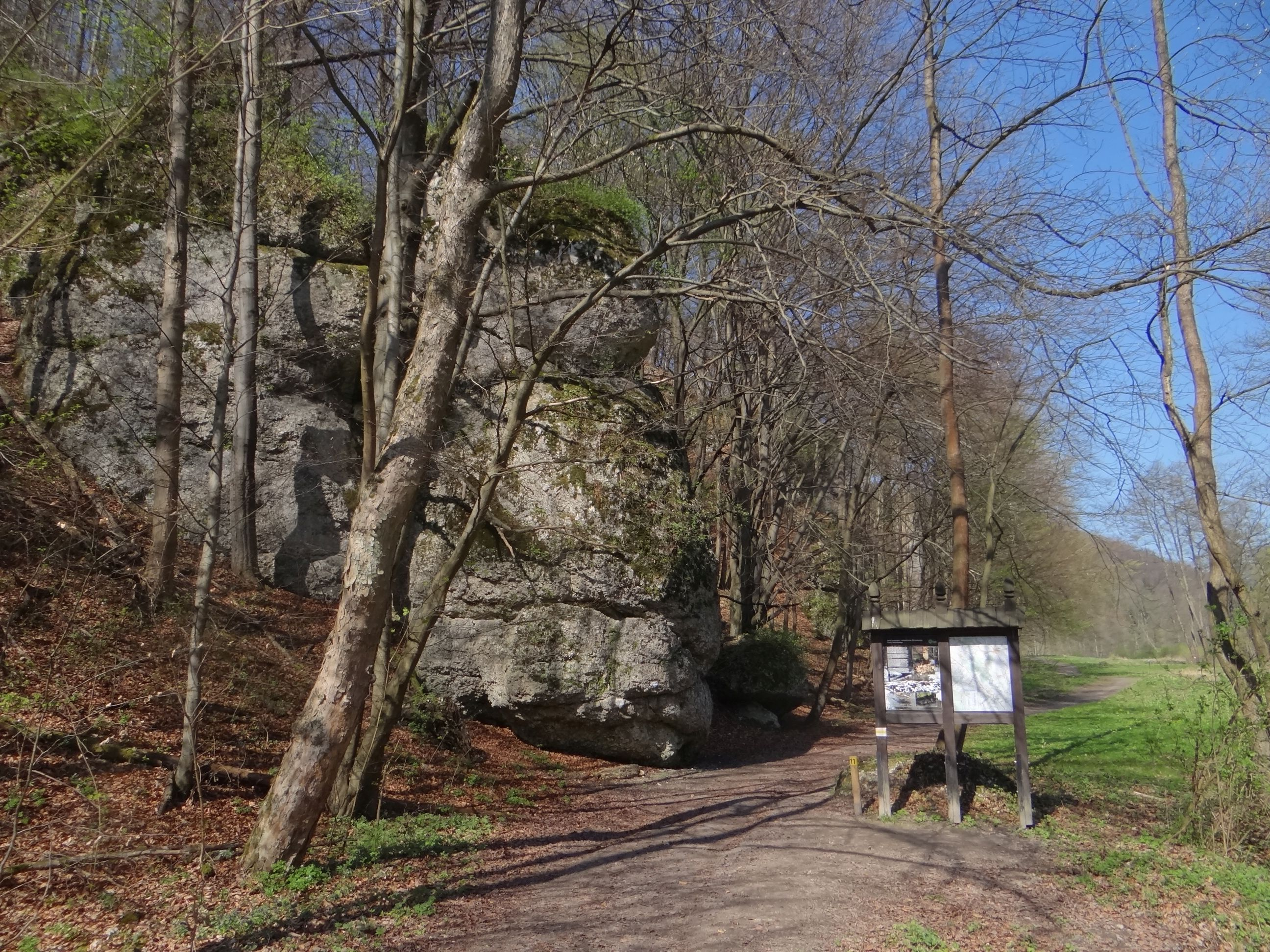
Skały Malesowe w wylocie wąwozu Jamki

Skały Malesowe, Skały Melesowe – skały w Dolinie Sąspowskiej w Ojcowskim Parku Narodowym, w obrębie miejscowości Sąspów. Ciągną się w postaci skalnego grzebienia w orograficznie lewym zboczu wąwozu Jamki. Najbardziej na północ wysunięta skała wraz z Garncarskimi Skałami tworzy w wylocie wąwozu Jamki skalną bramę zwaną Bramą Jamki.
Zbudowane z wapienia Skały Malesowe mają wysokość 10–25 m i kształt baszt i iglic. Pomiędzy niektórymi ze skał tkwią wciśnięte pojedyncze bloki skalne o średnicy do 1,5 m. Są to tzw. kliny grawitacyjne. W Skałach Malesowych znajduje się wiele jaskiń i schronisk: Jama Ani, Jaskinia Zbójecka, Jaskinia Biała, Jaskinia Krakowska, Jaskinia Lisia i Jaskinia Złodziejska.
Na łące poniżej wylotu wąwozu Jamki wypływa Źródło Harcerza. Pomiędzy nim a skałami Bramy Jamki biegnie szlak turystyczny.

## Szlak turystyki pieszej
żółty z Wierzchowia przez Dolinę Prądnika i Dolinę Sąspowską do Pieskowej Skały.